# Prosopocoilus motschulskyi
Prosopocoilus motschulskyi is een keversoort uit de familie vliegende herten (Lucanidae). De wetenschappelijke naam van de soort werd in 1869 als Cladognathus motschulskii gepubliceerd door Charles Owen Waterhouse.